# Konvertibilita měny
Konvertibilita měny (též směnitelnost měny) je způsobilost měny ke směně s ostatními měnami v určitém kurzu.
Ten je buď tržní, tj. stanoven nabídkou a poptávkou po měně v mezinárodním prostředí, či pevně fixovaný na měnu jinou. Existuje konvertibilita úplná, vnitřní (směnitelnost pro domácí) nebo vnější (směnitelnost pro cizince); kromě toho též jsou i měny nekonvertibilní (tj. nesměnitelné; mezi takové patřila například v období po druhé světové válce až do 1. 1. 1991 i československá koruna). Plně konvertibilní měna je měna, která je směnitelná všude na světě - např. americký i australský dolar, euro, britská libra, japonský jen, švýcarský frank.